# Protepeolini
Tribu
Protepeolini est une tribu d'insectes de la famille des Apidae (l'une des familles d'abeilles).

## Liste des genres
Selon BioLib (30 mai 2019) :
- genre Leiopodus Smith, 1854

## Publication originale
- (en) Earle Gorton Linsley et Charles Duncan Michener, « A Generic Revision of the North American Nomadidae (Hymenoptera) », Transactions of the American Entomological Society, vol. 65, no 3,‎ septembre 1939, p. 265-305 (ISSN 0002-8320 et 2162-3139, JSTOR 25077441).